# 霅礼
霅礼（?—1308年），散只兀氏（珊竹氏），元朝将领。吾也而的儿子。
吾也而有四子，霅礼最有名，窝阔台时为北京等路达鲁花赤。至元七年（1270年），改授昭勇大将军、河间路总管。其子拔不忽，小时候颖悟，其师周正方更名之曰介，字仲清。历任同知北京转运司事、濮州尹、平滦路总管、江南浙西道提刑按察使、山北淮东道、刑部尚书、江东宣慰使。以眼病去官，请名儒張𩓣、吴澄教其子。至大元年（1308年）去世。